# Rumänsk guldhamster
Rumänsk guldhamster (Mesocricetus newtoni) är en däggdjursart som först beskrevs av Alfred Nehring 1898.  Mesocricetus newtoni ingår i släktet guldhamstrar och familjen hamsterartade gnagare. IUCN kategoriserar arten globalt som nära hotad. Inga underarter finns listade.
Arten når en kroppslängd (huvud och bål) av 13,5 till 16 cm, en svanslängd av 1,7 till 2,4 cm och en vikt av 60 till 130 g. På ovansidan förekommer brunaktig päls med inslag av grått samt med flera inblandade svarta hårspetsar vad som ger ett spräckligt utseende. Undersidan är täckt av ljusgrå till vit päls. Pälsen på nosen är gulbrun och ovanför mellan ögonen finns ett rödbrunt område. Rumänsk guldhamster har ett orangebrunt band från kinderna till axlarna. Under bandet nära öronen förekommer på varje sida ett svartbrunt streck. Efter ett ljust band över bröstets övre delar följer ett svart band över bröstets nedre delar. Antalet spenar hos honor är 7 eller 8 par.
Denna guldhamster förekommer i östra Rumänien vid Svarta havet och i norra Bulgarien. Arten vistas i låglandet och i kulliga områden. Habitatet utgörs av stäpper och andra torra områden. Rumänsk guldhamster uppsöker även jordbruksmark, trädgårdar, vinodlingar och sluttningar med buskar. Liksom andra guldhamstrar borde den äta olika växtdelar och några ryggradslösa djur.
Boet har från ingången en nästan lodrätt tunnel som vanligen är 50 till 60 cm lång (ibland upp till 150 cm) och sedan förekommer ett system av horisontala gångar och kamrar. Där skapar hamstern ett förråd som kan väga upp till 3 kg. Arten håller från oktober till mars vinterdvala men den vaknar ibland. Honor kan ha två kullar per år och per kull föds 2 till 16 ungar. De blir efter ungefär 50 dagar könsmogna.